# Рондо Европейского союза (Варшава)
Рондо Европейского союза (пол. Rondo Unii Europejskiej), сокращённо Рондо ЕС (пол. Rondo UE) — круговой перекрёсток (кольцевая развязка) в варшавском районе Мокотув, микрорайонах Служевец, Служев и Ксаверув. Представляет собой соединение четырёх улиц — Марынарской (с запада), Волоской (с севера), Вилянувской аллеи (с востока) и Винценты Жимовского (с юга). Находится рядом с магазином Westfield Mokotów.

## История
Пересечение всех этих улиц изначально было одноуровневым, однако в связи с ростом интенсивности движения по Варшавской этаповой кольцевой дороге перекрёсток пришлось перестраивать. В 2004—2006 году была проведена модернизация, в ходе которой появилась кольцевая транспортная развязка (пол. rondo) и был сооружён путепровод, соединяющий улицу Жимовского с Марынарской (в юго-западном направлении) над кольцевой развязкой. 23 июня 2006 года было открыто движение по кольцевой развязке, а 18 июля 2006 года — по путепроводу.
В октябре 2011 года в Варшавском городском совете началось обсуждение возможности присвоения круговому перекрёстку имени Европейского союза. Соответствующее обращение направили члены районного совета Мокотув, заявив, что подобное присвоение стало бы символичным в связи с тем, что с 1 июля того же года Польша была председателем Совета ЕС. 20 октября 2011 года было принято официальное решение о присвоении перекрёстку названия «Рондо Европейского союза», которое вступило в силу 2 ноября 2011 года.
В июле 2022 года был открыт новый парк для семейного отдыха в зоне между улицами Волоской и Марынарской, недалеко от Westfield Mokotów и кольцевой развязки.

## Галерея

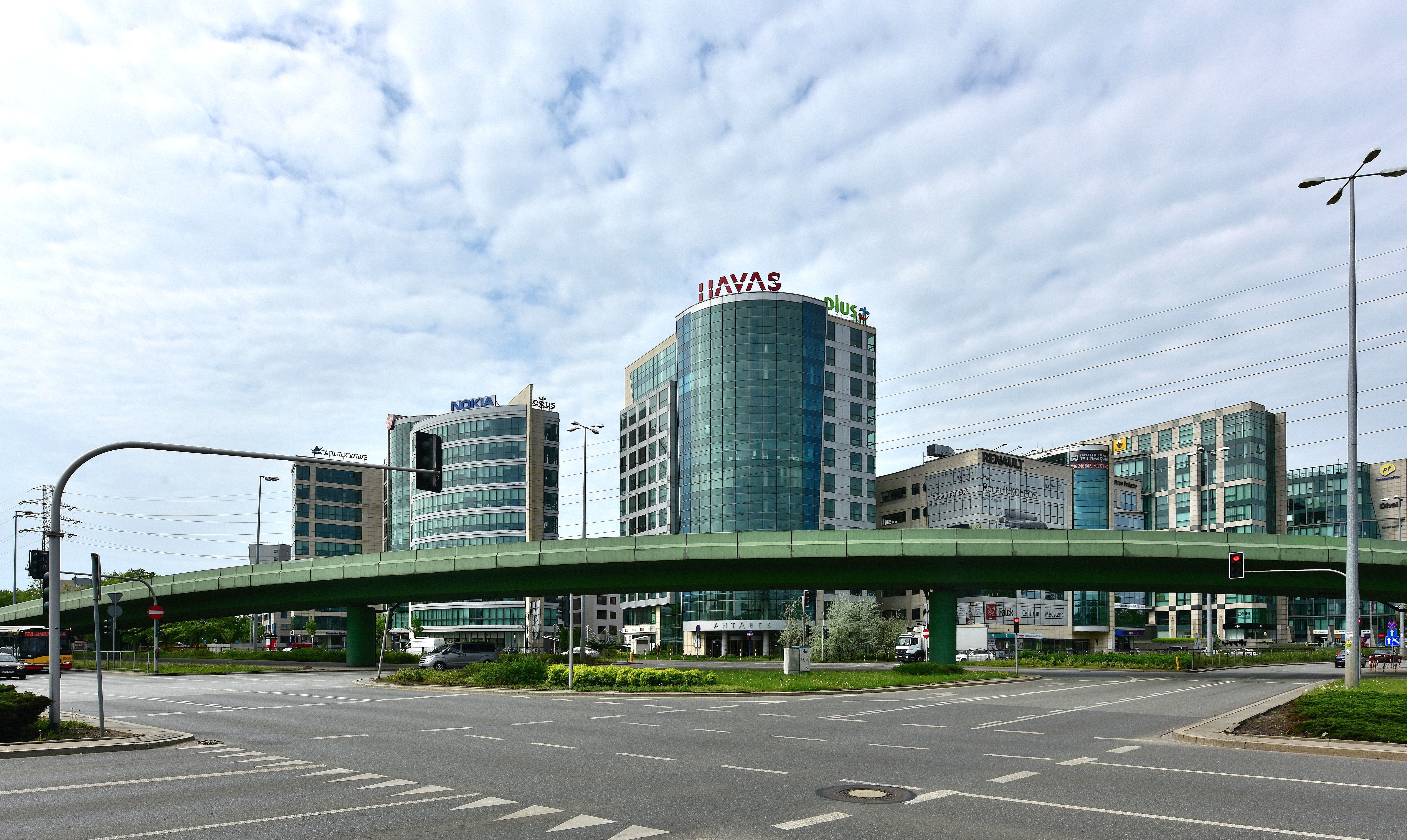
Вид в юго-западном направлении. Офисный комплекс Antares
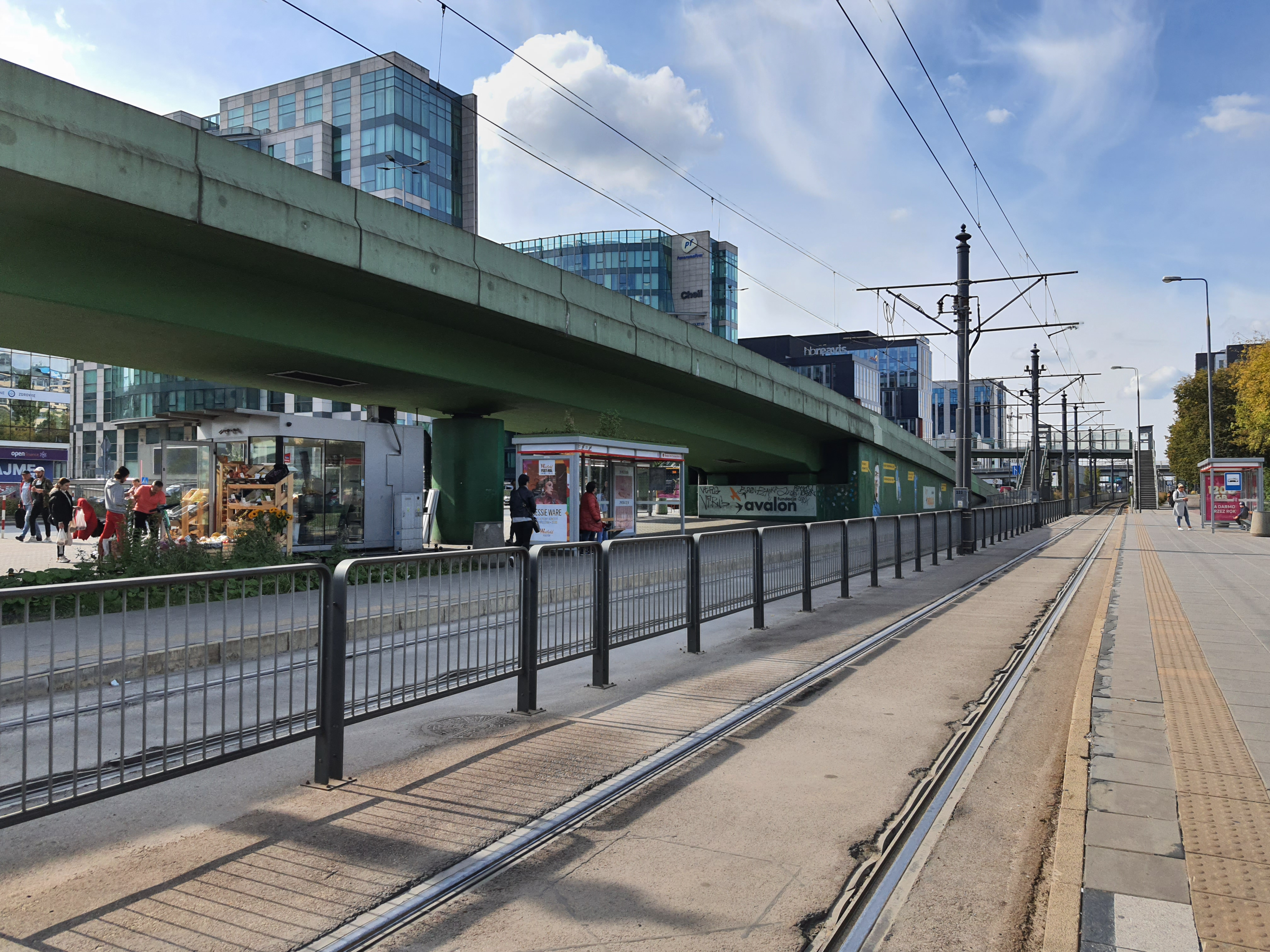
Трамвайная остановка
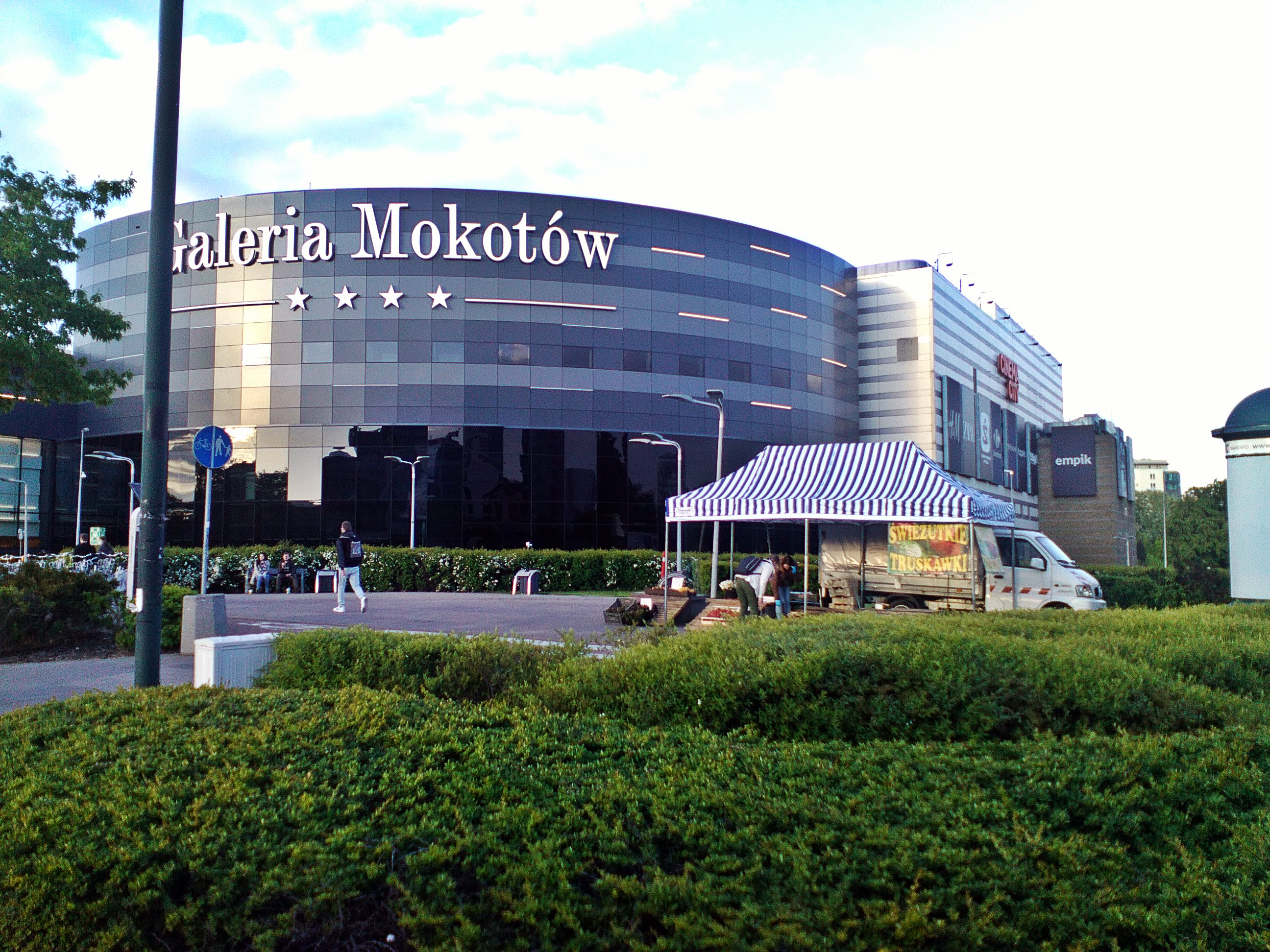
Westfield Mokotów[пол.] (Галерея Мокотув)
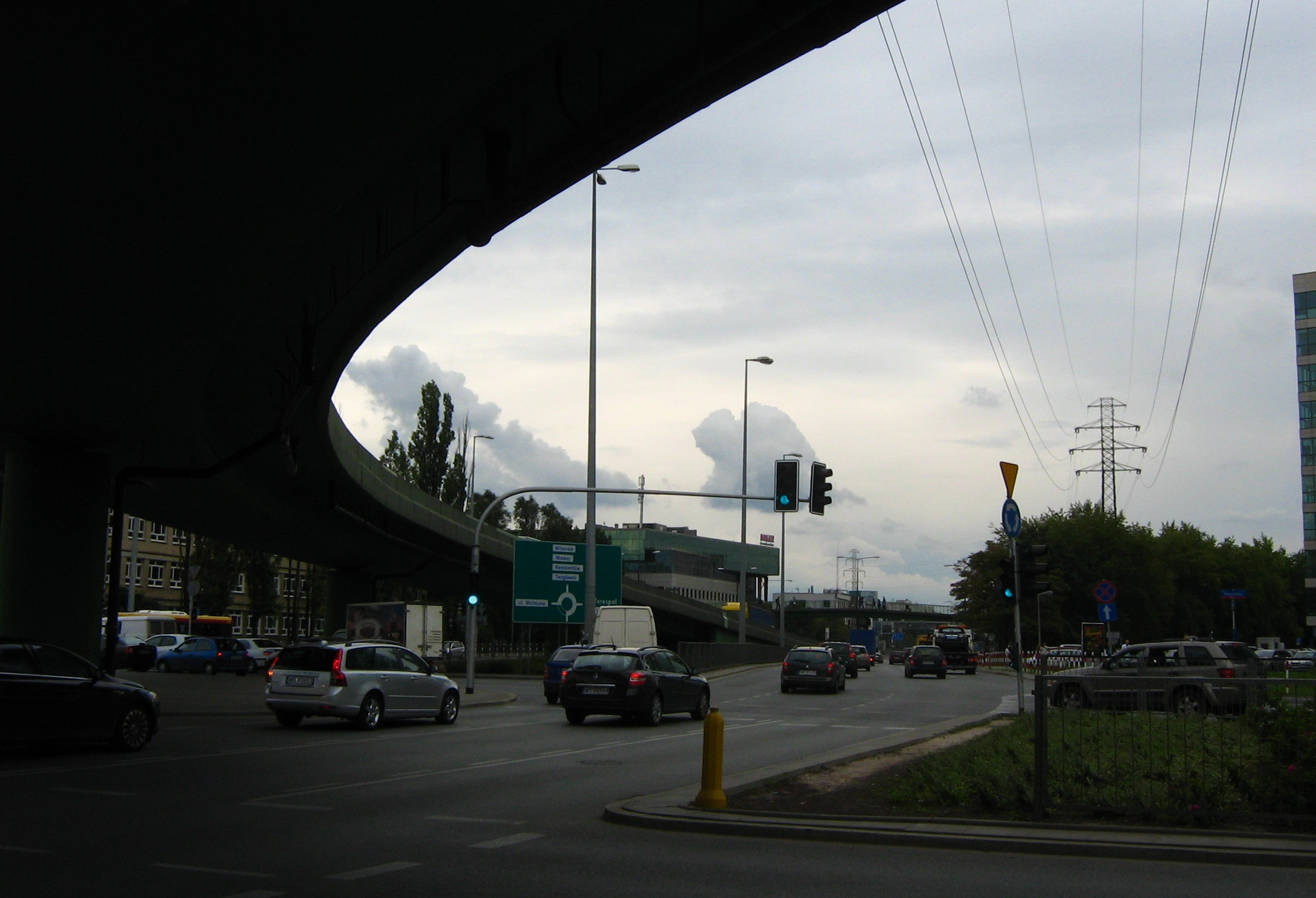
Вид со стороны улицы Жимовского
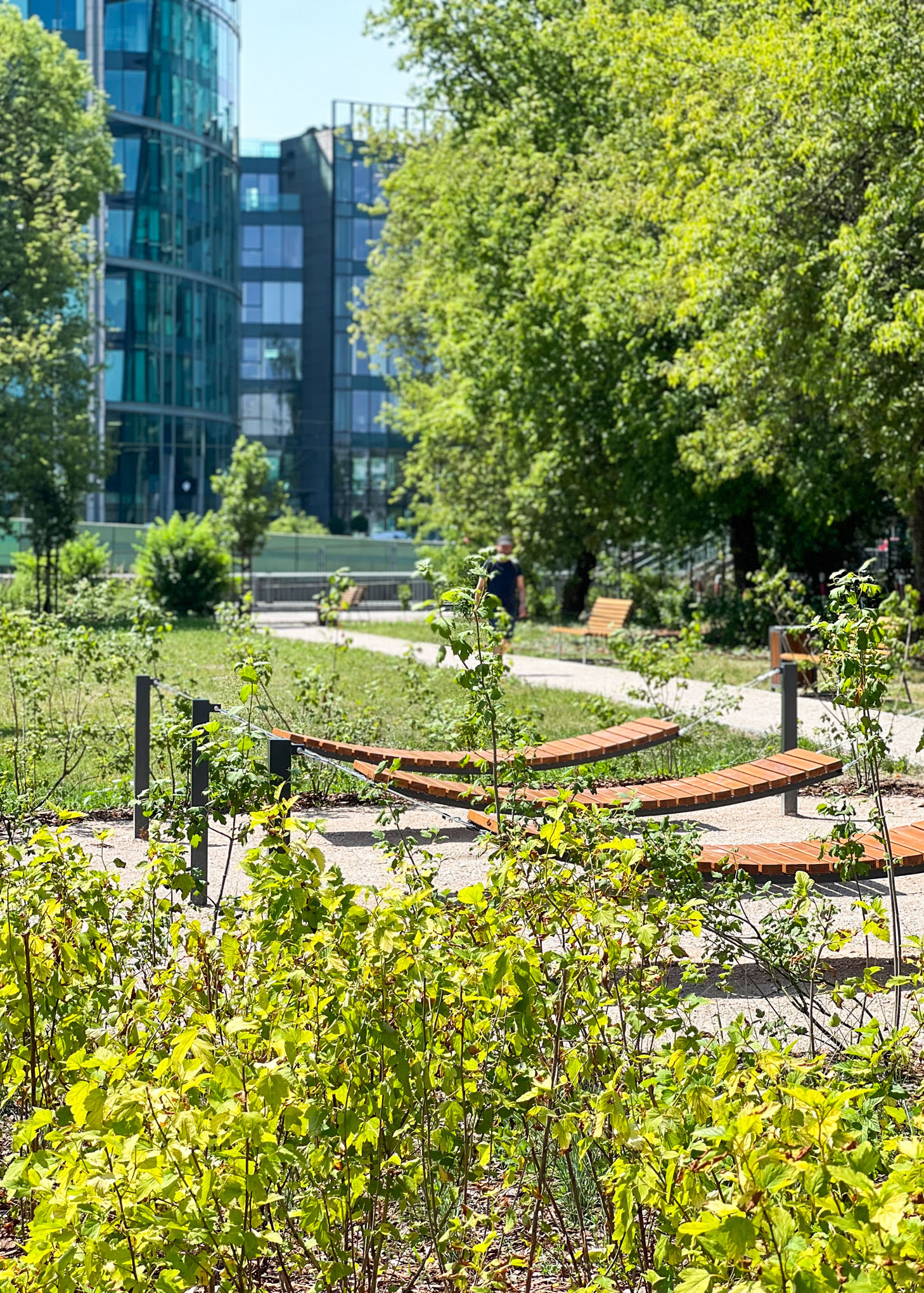
Парк в Мокотуве около рондо Европейского союза
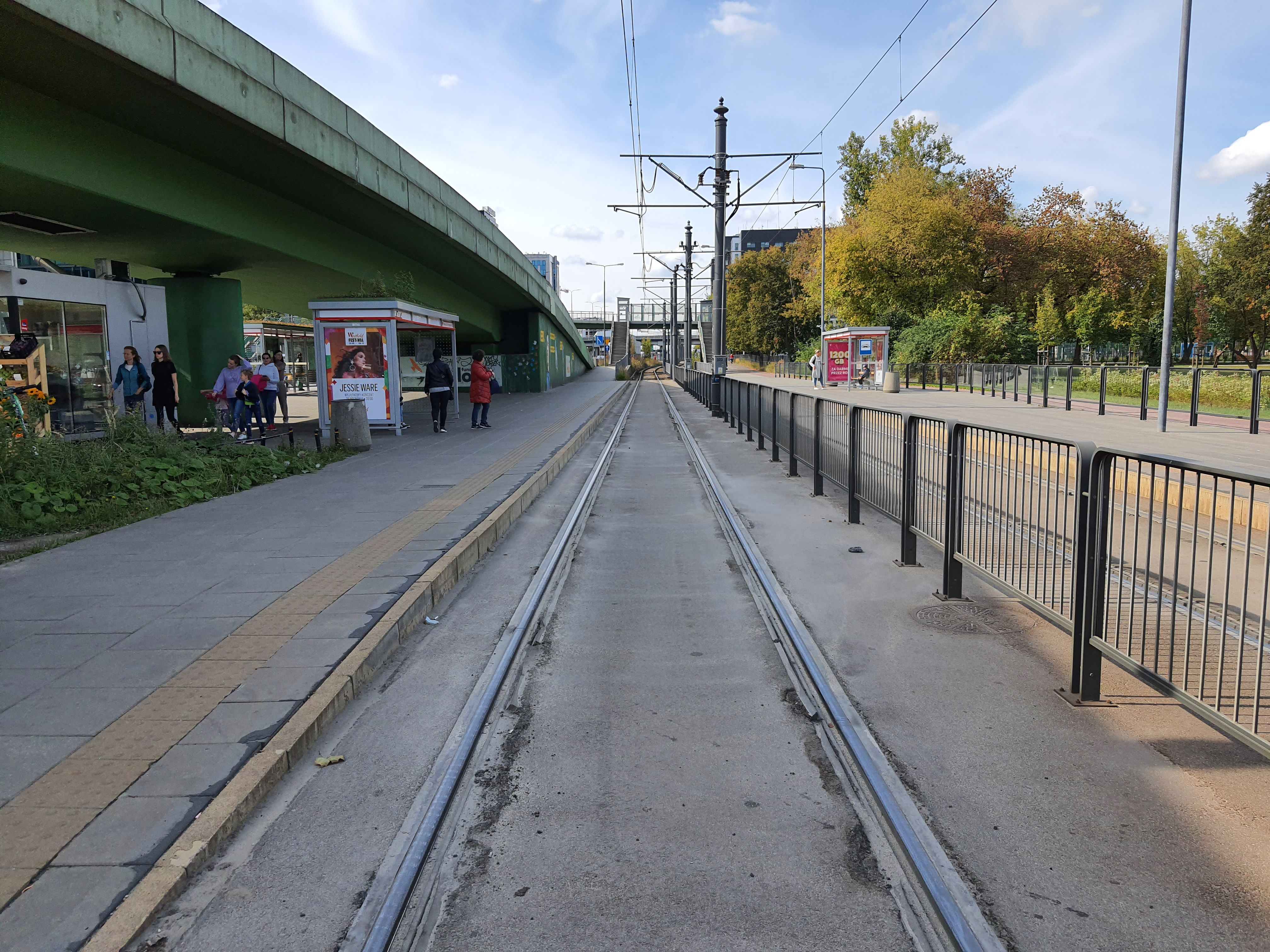
Трамвайные остановки Рондо ЕС 03 и 04